# Pic del Port Vell
Pic del Port Vell är en bergstopp i Andorra på gränsen till Spanien. Den ligger i den västra delen av landet. Toppen på Pic del Port Vell är 2 653 meter över havet.
Den högsta punkten i närheten är Pic de Coma Pedrosa, 2 943 meter över havet, 2,1 kilometer norr om Pic del Port Vell.
Trakten runt Pic del Port Vell består i huvudsak av gräsmarker och kala bergstoppar.